# 喜马拉雅岩梅
喜马拉雅岩梅（学名：Diapensia himalaica）为岩梅科岩梅属下的一个种。

## 扩展阅读
- 維基物種上的相關：喜马拉雅岩梅